# Penny lick

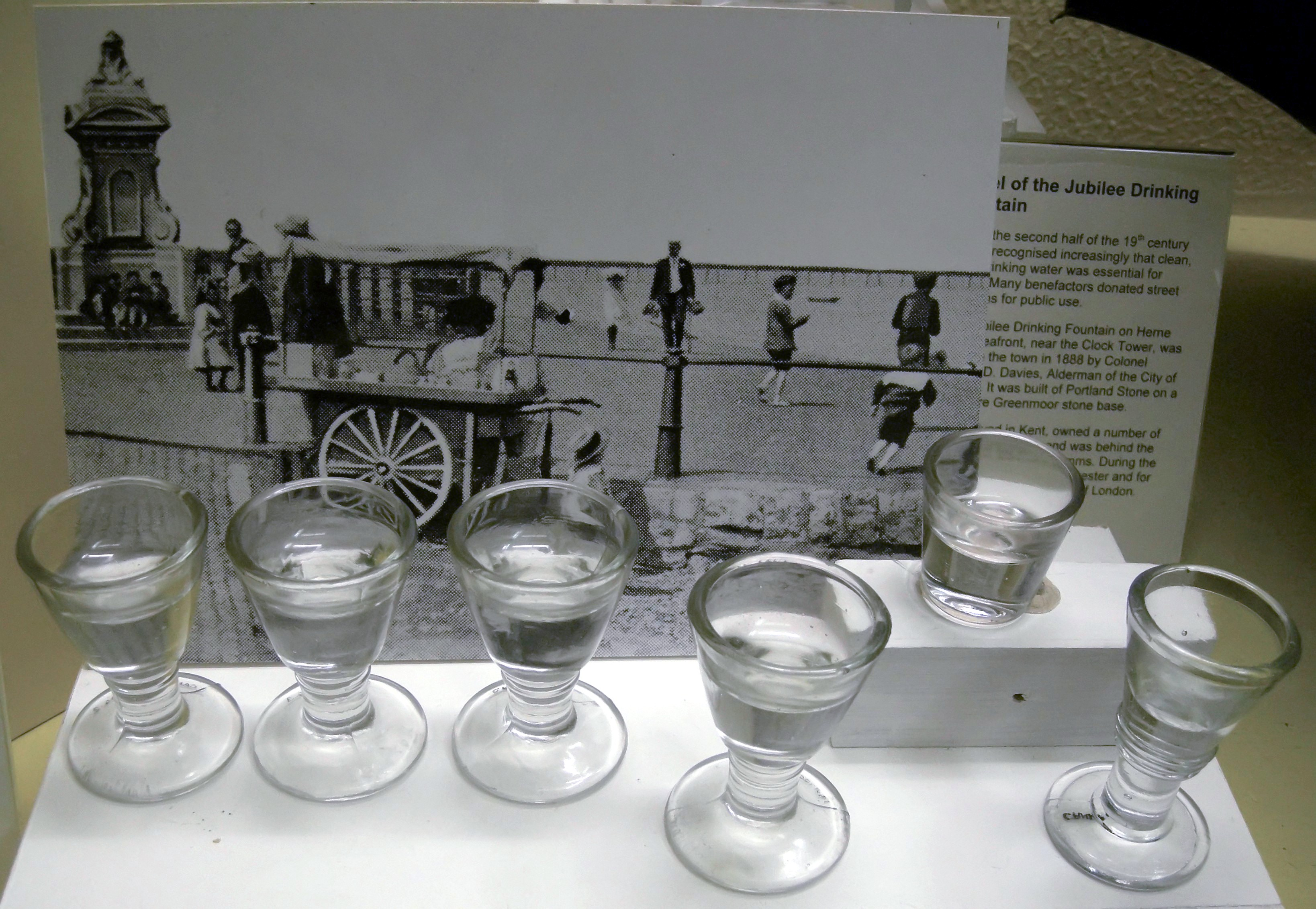
Ly Penny lick thế kỷ 19

Penny lick là một loại ly nhỏ dùng để ăn kem, khá phổ biến ở thủ đô Luân Đôn nước Anh và các nơi khác vào cuối thế kỷ 19 và đầu thế kỷ 20. Những người bán hàng rong sẽ bán thứ bên trong ly với giá một xu. Ly thường được làm bằng loại đế thủy tinh dày và một chỗ lõm nông ở trên để đặt kem. Khách hàng sẽ liếm sạch cả ly và đem trả lại cho nhà cung cấp để họ tái sử dụng loại ly này.
Độ dày của Penny lick làm cho vật chứa bên trong có vẻ lớn hơn so nhiều lần thường khiến khách hàng thất vọng và loại ly này thường dễ bị vỡ hoặc bị đánh cắp.
Penny lick đã bị cấm ở Luân Đôn vào năm 1898 do giới chức trách lo ngại về việc lây lan dịch bệnh, đặc biệt là bệnh tả và bệnh lao, vì ly thủy tinh thường không được rửa sạch cứ mỗi lần phục vụ khách hàng. Những câu hỏi về vấn đề vệ sinh đã khiến Italo Marchiony giới thiệu loại cốc bánh ngọt ở Thành phố New York vào năm 1896, nhờ đó mà ông được cấp bằng sáng chế vào năm 1903. 